# N'Gassola
N'Gassola es una comuna o municipio del círculo de Barueli de la región de Segú, en Malí. En abril de 2009 tenía una población censada de 5660 habitantes.
Se encuentra ubicada en el centro-oeste del país, a poca distancia al este de la capital nacional, Bamako, y de la frontera con la región de Kulikoró.